# Шахматная олимпиада 2022
44-я шахматная олимпиада была организована ФИДЕ и включала в себя открытые и женские турниры, а также несколько мероприятий, направленных на популяризацию шахмат. Изначально мероприятие планировалось провести в Ханты-Мансийске, где проходила олимпиада 2010, но позже ФИДЕ решила перенести турнир в Москву. В Ханты-Мансийске планировались первые паралимпийские шахматные игры для людей с ограниченными возможностями. Мероприятие было запланировано на 5-17 августа 2020 года, но позже было отложено и перенесено из-за пандемии COVID-19. В связи с вторжением России на Украину олимпиада была перенесена из России в Индию.
15 марта 2022 года ФИДЕ объявила, что новым местом проведения станет город Ченнаи. Это была первая шахматная олимпиада, которая прошла в Индии.
Общее количество участников составило 1733 человека, из них 935 — в открытом и 798 — в женском зачете.
Победу в открытой части турнира (в сборных могли играть и мужчины, и женщины) одержала сборная Узбекистана, 2-е место у сборной Армении, 3-е — у второй сборной Индии (Индия, как принимающая страна, выставила три команды). Сборные Узбекистана и Армении набрали одинаковое количество командных очков (19), поэтому при распределении призовых мест определяющее значение имел коэффициент Зоннеборна — Бергера.
В женской части турнира победителями стала команда Украины, 2-е место досталось сборной Грузии, третье —сборной Индии. Женские сборные Украины и Грузии набрали одинаковое количество командных очков (18), поэтому победитель был определён коэффициентом Зоннеборна — Бергера.

## Выбор города
В конце 2015 года была начата процедура подачи заявок на проведение 44-й шахматной олимпиады. Каждый город, заинтересованный в проведении этого мероприятия, должен был подать заявку в ФИДЕ до 31 марта 2016 года. Заявки должны были гарантировать выполнения организатором всех необходимых положений Олимпийского регламента ФИДЕ, включая статьи 4.1, 4.2 и 4.3, касающиеся организационного комитета, финансов и предоставления удобств и стипендий, соответственно.
Была только одна заявка на проведение шахматной олимпиады, от города Ханты-Мансийска, хотя сообщалось, что национальные федерации Аргентины и Словакии также проявили интерес для проведения турнира.
Окончательное решение было принято в сентябре 2016 года в Баку, на 87-м Конгрессе ФИДЕ, где президент ФИДЕ Кирсан Илюмжинов объявил об одобрении единственной заявки.

## Трансляция
На 44-й Шахматной олимпиаде в Ченнаи впервые была применена idChess, платформа для распознавания и трансляции шахматных партий, сыгранных на реальной доске. В рамках side events Олимпиады в Ченнаи проходили детские турниры, где с помощью idChess впервые прошла оцифровка и трансляция партий.

## Проблемы и разногласия
24 марта 2020 года ФИДЕ опубликовала официальное заявление, в котором было объявлено, что шахматная олимпиада будет отложена и перенесена на лето 2021 года из-за растущей пандемии COVID-19 и её последствий.
24 февраля 2022 года Россия вторглась на территорию Украины, на следующий день ФИДЕ выступила с заявлением, в котором было объявлено о переносе 44-й шахматной олимпиады и Конгресса ФИДЕ из России. 15 марта 2022 года ФИДЕ объявила, что новым местом проведения мероприятия станет город Ченнаи в Индии. Сборная России лишена права выступления на олимпиаде.
Команда Руанды не смогла принять участие в Олимпиаде из-за спорного статуса ее шахматной федерации.
Команда Пакистана выразила протест оргкомитету из-за проведения эстафеты на территории Джамму и Кашмира.

## Составы команд
В мероприятии приняли участие 188 команд, представляющие 186 национальных федераций, что установило новый рекорд. Индия, как принимающая страна, выставляла три команды. В женском турнире приняли участие 162 команды, представляющие 160 федераций.
Мужская и женская сборная Китая, которые традиционно являются одними из фаворитов, отказались от участия из-за рисков, обусловленных пандемией коронавируса.

## Результаты
| Место | Команда     | Игроки                                                   | Средний рейтинг | Очки | Коэфф. Бергера |
| ----- | ----------- | -------------------------------------------------------- | --------------- | ---- | -------------- |
| 1     | Узбекистан  | Абдусатторов, Якуббоев, Синдаров, Вахидов, Вохидов       | 2625            | 19   | 435            |
| 2     | Армения     | Саркисян, Мелкумян, Тер-Саакян, Петросян, Оганесян       | 2642            | 19   | 382,5          |
| 3     | Индия-2     | Гукеш, Нихал, Прагнанандха, Адхибан, Садхвани            | 2649            | 18   | 427,5          |
| 4     | Индия       | Харикришна, Гуджрати, Арджун, Нараянан, Сашикиран        | 2696            | 17   | 409            |
| 5     | США         | Каруана, Аронян, Со, Домингес, Шенкленд                  | 2771            | 17   | 352            |
| 6     | Молдова     | Скицко, Маковей, Хамицевич, Балтаг, Череш                | 2462            | 17   | 316,5          |
| 7     | Азербайджан | Мамедьяров, Мамедов, Гусейнов, Дурарбейли, Абасов        | 2680            | 16   | 351,5          |
| 8     | Венгрия     | Эрдёш, Беркеш, Банус, Кантор, Ач                         | 2607            | 16   | 341,5          |
| 9     | Польша      | Дуда, Войташек, Пёрун, Моранда, Бартель                  | 2683            | 16   | 322,5          |
| 10    | Литва       | Лаурушас, Стремавичюс, Юкшта, Пультинявичюс, Казаковский | 2540            | 16   | 297            |

| Место | Команда | Игроки                                               | Средний рейтинг | Очки | Коэфф. Бергера |
| ----- | ------- | ---------------------------------------------------- | --------------- | ---- | -------------- |
| 1     | Украина | М. Музычук, А. Музычук, Ушенина, Букса, Осьмак       | 2478            | 18   | 413.5          |
| 2     | Грузия  | Дзагнидзе, Бациашвили, Джавахишвили, Мелия, Арабидзе | 2475            | 18   | 392.0          |
| 3     | Индия   | Конеру, Дронавалли, Вайшали, Сачдев, Кулкарни        | 2486            | 17   | 396.5          |